# Агитпроп
Агитпро́п (сокращение от слов агитация и пропаганда; Управление пропаганды и агитации) — обиходное название Отдела пропаганды и агитации ЦК КПСС (ранее ЦК ВКП(б)) и местных комитетах КПСС в СССР в разное время.
С января 1930 года функции агитпропа перешли к культпропу. До 1934 года отдел назывался агитпроп. В мае 1935 г. Сталин расформировал Агитпроп и образовал ряд самостоятельных отделов ЦК партии; в 1938 году они вновь были сведены в агитпропотдел.
Термин приобрёл расширенное значение — «пропаганда» вообще и советская пропаганда в частности, а также переносное значение: имелись в виду произведения советской культуры и искусства, созданные под непосредственным влиянием коммунистической идеологии и носящие на себе родовые черты советской пропаганды. Понятие употребляется обычно с негативной либо юмористической коннотацией.

## Формирование системы
18-23 марта 1919 года VIII съезд РКП(б) принял новую редакцию Программы РКП(б), в которой впервые был поднят вопрос о «развитии самой широкой пропаганды коммунистических идей и использовании для этой цели аппарата и средств государственной власти». В разделе «О политической пропаганде и культурно-просветительной работе в деревне» резолюции съезда также давались указания о проведении пропаганды для грамотных и для неграмотных, для чего отделам народного образования на местах при содействии местных партийцев следовало  создать коллегии пропагандистов для ведения работы по месту жительства и на выезде, а также отряды индустриальных рабочих под руководством Всероссийского совета профессиональных союзов.  Для координации этой работы в апреле 1919 года в ЦК был создан Информационный отдел, от которого исходили указания относительно проводимых политических кампаний, который в начале 1920 года был преобразован в Информационно-статистический отдел. К концу 1920 года этот отдел упразднили, передав его функции Организационно-инструкторскому отделу.
VIII Всероссийская конференция РКП(б) 2-4 декабря 1919 года снова обратилась к вопросам агитации и пропаганды: «члены партии должны сами приучаться к массовой работе по агитации: сюда относится мобилизация грамотных коммунистов для чтения газет и брошюр в лазаретах, клубах, госпиталях, избах-читальнях, домовых клубах, обход квартир, распространение газет, плакатов, устройство на фабриках витрин и литературных столов, книгоношество по деревням и пр.»
В период Гражданской войны агитационно-пропагандистская работа обсуждалась на заседаниях и пленумах ЦК РКП(б) не менее 110 раз, включая содержание политработы в Красной Армии, контрагитацию в войсках и тылу врага, выпуск литературы, газет, деятельность центральных издательств, РОСТА. Постановлением Совета обороны от 13 мая 1920 года были созданы агитпункты в городах, имевших железнодорожное сообщение, которые должны были разъяснять населению смысл и задачи советской власти.
В июне 1920 года в структуре ЦК РКП(б) был создан отдел агитационно-пропагандистской работы во главе с Р. П. Катаняном, координировавший работу  таких ведомств, как Госиздат, Центропечать, Политуправление Красной Армии и другие. К сентябрю 1920 года в штате отдела появилось 13 сотрудников.
Резолюцией IX Всероссийской конференции РКП(б), проходившей 22-25 сентября 1920 года в Москве, Агитпропу предписывалось «стремиться полностью охватить и объединить агитационно-пропагандистскую и культурно-просветительную работу всех видов (Наркомпрос, Госиздат, Центропечать, ПУР), а также подчинить своему прямому руководству отдел по работе в деревне, женотдел и секции национальных меньшинств». Это стало показателем тенденции к сращиванию партийных и государственных органов.

## История отдела ЦК

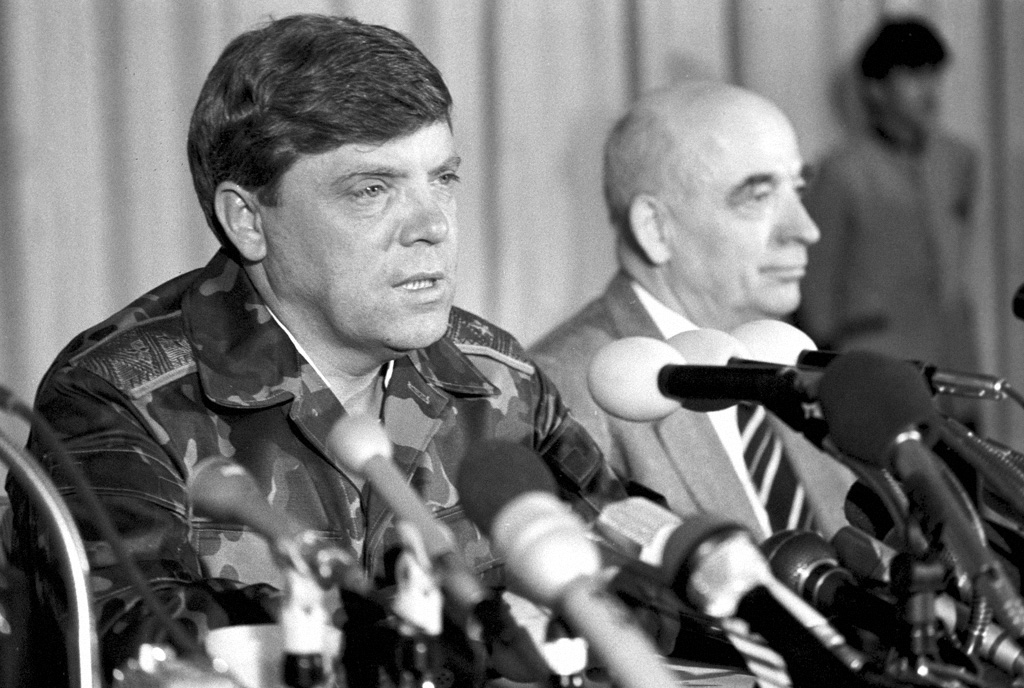
Командующий 40-й армией генерал-лейтенант Борис Громов и заместитель заведующего Отделом пропаганды и агитации ЦК КПСС Владимир Севрук. Афганистан, Кабул,
май 1988 года

Образован в июне 1920 года.
В разные годы отдел пропаганды и агитации ЦК КПСС имел следующие наименования:
- Агитационно-пропагандистский отдел ЦК (1920—1928)
- Отдел агитации, пропаганды и печати ЦК (1928—1930)
- Отдел культуры и пропаганды ЦК (1930—1934)
- Отдел культуры и пропаганды ленинизма ЦК (1934—1935)
- Отдел партийной пропаганды и агитации ЦК (1935—1938)
- Отдел пропаганды и агитации (устной и печатной) ЦК (1938—1939)
- Управление пропаганды и агитации ЦК (1939—1948)
- Отдел пропаганды и агитации ЦК (1948—1956)
- Отдел пропаганды и агитации ЦК КПСС по союзным республикам (1956—1965)
- Идеологический отдел ЦК (1962—1965)
- Отдел пропаганды и агитации ЦК (1965—1988)
- Идеологический отдел ЦК (1988—1991)

а также:
- Отдел агитации и массовых кампаний ЦК (1930—1934)
  - Заведующие:

01.1930 — 08.1930 — Г. Н. Каминский (1895—1937)
08.1930 — 03.1933 — К. И. Николаева (1893—1944)
- Отдел пропаганды и агитации Бюро ЦК КПСС по РСФСР (1956—1962)
  - Заведующие:

04.1956 — 10.1960 — В. П. Московский (1904—1984)
02.1961 — 12.1962 — В. И. Степаков (1912—1987)
- Идеологический отдел ЦК КПСС по промышленности РСФСР (1962—1964)

12.1962 — .1964 — М. И. Халдеев (1921—2016)
- Идеологический отдел ЦК КПСС по сельскому хозяйству РСФСР (1962—1964)

12.1962 — .1964 — В. И. Степаков (1912—1987)
- Отдел пропаганды и агитации ЦК КПСС по РСФСР (1964—1966)

.1962 — 05.1966 — М. И. Халдеев (1921—2016)
- Отдел внешнеполитической пропаганды ЦК КПСС (1978—1982)
  - Заведующий:

02.1978 — .1982 — Л. М. Замятин (1922—2019)
Как отмечает Н. А. Митрохин, отдел пропаганды считался в аппарате ЦК «вторым» отделом по значимости – после Орготдела (Организационно‑партийной работы).

## На международном «фронте»

### США
1 апреля 1949, после создания НАТО, писатель Константин Симонов направил секретарю ЦК ВКП(б) Маленкову проект документа «О мероприятиях по усилению антиамериканской пропаганды». В результате агитпропом был утверждён «План мероприятий по усилению антиамериканской пропаганды на ближайшее время».

### Израиль
Несмотря на то, что СССР поддержал создание государства Израиль в 1947—1948 гг., надеясь на его социалистическую ориентацию, в последующие годы советское руководство сделало ставку на враждебные Израилю арабские страны. Советские военнослужащие, как в качестве военных советников, так и в составе подразделений Советской армии, направленных в регион, принимали непосредственное участие в военных конфликтах и войнах против Израиля. Партизаны, боровшиеся против политики Израиля, проходили подготовку в СССР, им поставлялось как трофейное, так и советское оружие. Решения об этом принимались на высшем уровне. Соответственно, изменились отношение и стиль публикаций о сионизме (в том числе и ретроактивно), истории и политике Израиля.
По мере изменения его политики позиция СССР по отношению к Израилю становилась «все более агрессивной и даже враждебной», начиная с Суэцкого кризиса (1956), и заканчивая разрывом советско-израильских дипломатических отношений после поражения арабских стран от Израиля в ходе Шестидневной войны 1967 года. После этого Израиль стал «однозначно рассматриваться советским руководством как „орудие международного империализма“», а его враги — однозначно правыми в своих антизраильских действиях. Советские официальные органы, наука и журналистика соответственно исполняли волю политического руководства, не стесняясь применять методы и «стилистику» времён «Дела врачей».

## Печатныеиздания
- «Красная печать», еженедельник
- Серия книг « Библиотечка агитатора». — М.: Госполитиздат

## Заведующие отделом
- 04.1920 — 06.1920 — Е. А. Преображенский
- 06.1920 — 10.1921 — Р. П. Катанян (1886—1936)
- 10.1921 — 05.1922 — Л. С. Сосновский (1886—1937)
- 05.1922 — 02.1924 — А. С. Бубнов (1884—1938)
- 02.1924 — 01.1926 — С. И. Сырцов (1893—1937)
- 01.1926 — 05.1927 — В. Г. Кнорин (1890—1938)
- 05.1927 — 11.1929 — А. И. Криницкий (1894—1937)
- 11.1929 — 04.1938 — А. И. Стецкий (1896—1938)
- 11.1938 — 09.1940 — А. А. Жданов (1896—1948)
- 09.1940 — 09.1947 — Г. Ф. Александров (1908—1961)
- 09.1947 — 07.1948 — М. А. Суслов (1902—1982)
- 07.1948 — 07.1949 — Д. Т. Шепилов (1905—1995)
- 07.1949 — 10.1952 — М. А. Суслов (1902—1982)
- 10.1952 — 03.1953 — Н. А. Михайлов (1906—1982)
- 03.1953 —   .1955 — В. С. Кружков (1905—1991)
- .1955 —   .1958 — Ф. В. Константинов (1901—1991)
- .1958 — 05.1965 — Л. Ф. Ильичёв (1906—1990)
- 05.1965 —   .1970 — В. И. Степаков (1912—1987)
- .1970 —   .1973 — и.о. А. Н. Яковлев (1923—2005)
- .1973 —   .1977 — и.о. Г. Л. Смирнов (1922—1999)
- 05.1977 — 12.1982 — Е. М. Тяжельников (1928-2020)
- 12.1982 — 07.1985 — Б. И. Стукалин (1923—2004)
- 07.1985 — 06.1986 — А. Н. Яковлев (1923—2005)
- 07.1986 — 11.1988 — Ю. А. Скляров (1925—2013)
- 11.1988 —   .1990 — А. С. Капто (1933—2020)
- .1990 —   .1991 — А. Я. Дегтярёв (1946—2022)